# Manuel Blanco Camarón
Manuel Blanco Camarón (Madrid, 11 de març de 1800 - idm. 30 de desembre de 1841), fou un compositor i organista madrileny.
Fou organista de la cort a Atocha, i fou autor d'alguns concertants per a piano i orquestra que foren molt celebrats, i d'una katxuxa que dedicà al rei Ferran VII. El 1824 es traslladà a París, on crida extraordinàriament l'atenció per la seva facilitat en fer improvisacions.